# Франческо Мор'єро
Франче́ско Мор'єро (італ. Francesco Moriero, нар. 31 березня 1969, Лечче) — італійський футболіст, що грав на позиції півзахисника. По завершенні ігрової кар'єри — футбольний тренер.
Виступав, зокрема, за клуб «Лечче», а також національну збірну Італії.
Володар Кубка УЄФА.

## Клубна кар'єра
Народився 31 березня 1969 року в місті Лечче. Вихованець футбольної школи клубу «Лечче». Дорослу футбольну кар'єру розпочав 1985 року в основній команді того ж клубу, в якій провів сім сезонів, взявши участь у 158 матчах чемпіонату. Більшість часу, проведеного у складі «Лечче», був основним гравцем команди.
Згодом з 1992 по 2000 рік грав у складі команд клубів «Кальярі», «Рома», «Мілан» та «Інтернаціонале». Протягом цих років виборов титул володаря Кубка УЄФА.
Завершив професійну ігрову кар'єру у клубі «Наполі», за команду якого виступав протягом 2000—2002 років.

## Виступи за збірні
У 1990 році залучався до складу молодіжної збірної Італії. На молодіжному рівні зіграв в одному офіційному матчі.
У 1998 році дебютував в офіційних матчах у складі національної збірної Італії. Протягом кар'єри у національній команді, яка тривала усього 3 роки, провів у формі головної команди країни 8 матчів, забивши 2 голи.
У складі збірної був учасником чемпіонату світу 1998 року у Франції.

## Кар'єра тренера
Розпочав тренерську кар'єру, повернувшись до футболу після невеликої перерви, 2006 року, очоливши тренерський штаб івуарійського «Африка Спортс».
Наступного року повернувся на батьківщиину, де до 2010 року працював з командами «Віртус Ланчано», «Кротоне» та «Фрозіноне».
Протягом 2010-х встиг попрацювати з «Гроссето», швейцарським «Лугано», «Лечче», «Катандзаро», «Катанією», «Самбенедеттезе» та «Кавезе».
Згодом у 2020–2021 роках тренував албанське «Динамо» (Тирана), а протягом 2021–2023 років був головним тренером збірної Мальдівів.
| Дата       | Місто    | Господарі | Результат               | Гості      | Турнір                    | Голи | Примітки |
| ---------- | -------- | --------- | ----------------------- | ---------- | ------------------------- | ---- | -------- |
| 28-01-1998 | Катанія  | Італія    | 3 – 0                   | Словаччина | товариський матч          | -    |          |
| 22-04-1998 | Парма    | Італія    | 3 – 1                   | Парагвай   | товариський матч          | 2    |          |
| 02-06-1998 | Гетеборг | Швеція    | 1 – 0                   | Італія     | товариський матч          | -    |          |
| 17-06-1998 | Монпельє | Камерун   | 0 – 3                   | Італія     | ЧС 1998 - Груповий турнір | -    |          |
| 23-06-1998 | Сен-Дені | Австрія   | 1 – 2                   | Італія     | ЧС 1998 - Груповий турнір | -    |          |
| 27-06-1998 | Марсель  | Італія    | 1 – 0                   | Норвегія   | ЧС 1998 - 1/8 фіналу      | -    |          |
| 03-07-1998 | Сен-Дені | Франція   | 0 – 0 д.ч. (4 - 3 п.п.) | Італія     | ЧС 1998 - чвертьфінал     | -    |          |
| 09-10-1999 | Мінськ   | Білорусь  | 0 – 0                   | Італія     | Відбір до ЧЄ 2000         | -    |          |
| Усього     |          | Матчів    | 8                       |            | Голів                     | 2    |          |

## Титули і досягнення
- Володар Кубка УЄФА (1):

«Інтернаціонале»: 1997–98